# إيرين بيل
إيرين بيل (بالإنجليزية: Erin Bell)‏ هي لاعبة كرة الشبكة أسترالية، ولدت في 30 أبريل 1987.